# Johann Jakob Iven
Johann Jakob Iven (* 26. Juni 1775 auf dem Priorshof bei Bedburg; † 3. Juli 1853 in Köln) war von 1841 bis 1846  Generalvikar des Erzbischofs von Köln.

## Leben
Der Sohn des Peter Iven und der Agnes Kemmerling wurde auf dem Gut Priorshof geboren, studierte Theologie und promovierte hierin auch zum Doktor.
Am 8. Juni  1798 zum Priester geweiht, war Iven von 1799 bis 1804 Lektor am Kölner Priesterseminar und wurde zudem 1801 Kanoniker an St. Kunibert. Nachdem er sein Kanonikat im Verlauf der Säkularisation verloren hatte, übernahm er 1804 die Stelle eines Pfarrers in Nideggen, von wo er am 1. Mai 1805 als Pfarrer an das Bonner Münster wechselte. 1815 ist er Pfarrer an St. Martin in Bonn.
Am 19. Dezember 1824 zum Ehrendomherrn in Köln erhoben, wurde Iven 1827 Dechant des Dekanates Bonn. Am 10. April 1832 zum residierenden Domherren ernannt, verließ Iven Bonn und ging nach Köln, wo er zudem am 21. Mai 1841 durch Papst Gregor XVI. zum Generalvikar ernannt worden war, da Erzbischof Clemens August Droste zu Vischering von der preußischen Regierung in Minden festgehalten und an seiner Amtsführung verhindert wurde.
Der Koadjutor und spätere Erzbischof Johannes von Geissel ernannte Iven am 4. März 1843 erneut zum Generalvikar und am 1. Oktober 1843 auch zum Domdechanten.
Iven liegt in der Gruft des Kölner Domkapitels auf dem Melatenfriedhof begraben.

## Ehrungen
Die Katholische Theologische Fakultät der Universität Würzburg ernannte Iven 1841 zum Ehrendoktor.